# NGC 6940
NGC 6940 ist ein galaktischer offener Sternhaufen im Sternbild Vulpecula. In der Trumpler-Klassifikation wird er dem Typ III 2 m oder III 2 r zugeordnet: Es handelt sich also um einen abgegrenzten Haufen ohne erkennbare Konzentration, die Sterne sind etwa gleich verteilt (III); er weist eine mittlere Helligkeitsverteilung auf, die Sterne sind also nicht alle von ähnlicher Helligkeit, aber auch nicht sehr unterschiedlich hell (2); und er enthält eine mittlere oder große Anzahl von Sternen (m / r). NGC 6940 hat eine scheinbare Helligkeit von 6,3 mag und einen Winkeldurchmesser von rund einem halben Grad, was etwa dem scheinbaren Durchmesser des Vollmondes entspricht.
Entdeckt wurde das Objekt am 17. Juli 1784 von William Herschel.